# Dojran
Dojran (în macedoneană Дојран) a fost un oraș din Republica Macedonia de Nord.